# Opisthoxia projecta
Opisthoxia projecta är en fjärilsart som beskrevs av Claude Herbulot 1988. Opisthoxia projecta ingår i släktet Opisthoxia och familjen mätare. Inga underarter finns listade i Catalogue of Life.